# 통영 욕지도 모밀잣밤나무 숲
통영 욕지도 모밀잣밤나무 숲(統營 欲知島 모밀잣밤나무 숲)은 대한민국 경상남도 통영시 욕지면 동항리, 욕지도 동항마을 뒷산에 위치한 상록수림이다. 1984년 11월 19일 대한민국의 천연기념물 제343호로 지정되었다.

## 개요
이 모밀잣밤나무 숲은 동항마을 뒷산에 위치한 상록수림이다.
숲을 구성하고 있는 식물들로는 가장 대표적인 모밀잣밤나무 100여 그루 외에 항상 푸르른 나무인 사스레피나무, 보리밥나무, 팔손이, 생달나무, 모람, 자금우, 마삭줄, 광나무 등과 넓은 잎이 봄에 돋았다가 가을에 떨어지는 작살, 때죽나무, 떡윤노리, 개서어나무, 검노린재, 굴피나무, 청미래덩굴, 붉나무, 누리장, 두릅나무, 예덕, 칡, 계요등, 인동, 벚나무, 굴참, 쇠물푸레, 멍석딸기, 댕댕이덩굴, 섬덜꿩, 보리수, 국수나무, 진달래, 조록싸리, 팥배나무 등이 있고, 보기드문 식물인 해변싸리, 애기등, 민땅비사리가 있으며 소엽맥문동, 향등골나무, 마, 단풍마, 떡잎골무꽃, 산거울, 억새, 삽주, 하늘타리, 쇠무릅, 산박하, 애기나리 등의 풀들이 자라고 있다.
이 모밀잣밤나무 숲은 물고기를 보호하고 숲 가까이로 유인하는 어부림으로서 중요한 역할을 하고 있으며, 우리나라의 대표적인 상록수림 중의 하나이므로 천연기념물로 지정하여 보호하고 있다.

## 같이 보기
- 욕지도

## 참고 자료
- 통영 욕지도 모밀잣밤나무 숲 - 국가유산청 국가유산포털
- 문화재청고시 제2016-87호 통영 욕지도 모밀잣밤나무 숲 문화재구역 일부 해제 및 지형도면, 2016년 10월 13일.